# 佐久間大介
佐久間 大介（さくま だいすけ、1992年〈平成4年〉7月5日 - ）は、日本のアイドル、タレント、俳優、声優、ダンサー、ラジオパーソナリティ。男性アイドルグループ・Snow Manのメンバー。愛称は、さっくん、佐久間ニキ。
東京都江戸川区出身。STARTO ENTERTAINMENT所属。

## 来歴
小学2年生でヒップホップを習い始め、小学4年生からは同スクールでジャズ、ロッキング、ブレイキング、ハウスなど、オールジャンルのダンスを学び、バレエ団にも在籍していた。ミニモニ。のバックダンサーとして『NHK紅白歌合戦』に出場したこともある。当時習っていたダンスの先生の妻に「受けてみたら？」と勧められた母親が履歴書を送り、2005年9月25日にジャニーズ事務所に入所。
オーディションには行きたくなかったがダンスは好きだったため、踊れるならと軽い気持ちで参加。「YOUはダンスが好きなの？」「特技ある？」とジャニー喜多川に問われ、アクロバットのロンダートを披露した。「あの子踊れるね」と評価され、山田涼介、中島裕翔、渡辺翔太とともに修二と彰「青春アミーゴ」のバックダンサーに選抜されPV撮影に参加する。
2006年、Kitty Jr.にサブメンバーとして加入。2009年にMis Snow Manのメンバーに選ばれ、2012年からSnow Manのメンバーとして活動する。
2015年、城西国際大学メディア学部卒業。別の学科に通っていた兄から映像芸術コースが新設されることを聞きメディア学部を選択。デビューを心のどこかで信じきれず、保険として大学進学を決めた。声優の講義では松野太紀に師事しており、声優業の恩師として慕う。2024年6月に松野が亡くなった際も、追悼のコメントを発表した。
2018年10月24日、『キャッシュ・オン・デリバリー』で初の外部出演を果たし、深澤辰哉とW主演を務める。
入所14年目、結成8年目の2020年1月22日にシングル『D.D./Imitation Rain』でCDデビュー。

### デビュー以降
2020年にテレビアニメ『ブラッククローバー』で声優デビューし、2021年7月30日には映画『白蛇:縁起』で三森すずことW主演を務め、声優として初主演を果たす。
2021年7月23日、自身初の冠番組『Snow Man 佐久間式 ゾンビランドサガ聖地巡礼ツアー』が放送される。同年10月から『ラヴィット!』に、宮舘涼太と隔週で火曜日ゲストとして出演。2023年4月に火曜隔週レギュラーへ昇格した。
2022年4月9日、初の冠ラジオ番組『Snow Man 佐久間大介の待って、無理、しんどい、、』がスタートする。
2023年12月31日、公式個人X（旧Twitter）アカウントを開設。
2024年2月23日、『マッチング』で映画単独初出演。狂気のストーカー役を演じ、監督の内田英治から「グループではかわいいイメージながら、実は凄みのある目つきもできる人」と絶賛される。
2025年1月18日、自身がパーソナリティを務めるラジオ『Snow Man佐久間大介の待って、無理、しんどい、、』の放送中に個人のInstagramを開設したことを報告した。

## 人物
Snow Manの"切り込み隊長"でありムードメーカー。アニメオタクで、声優としても活動。"生粋のエンターテイナー"とも言われ、無重力アクロバットとキレキレのダンスで見るものを虜にしてしまうことから「他担狩り」という異名を持つ。チャームポイントは笑顔、パッチリ一重。メンバーカラーはピンク。自分を変えたくて、当時好きではなかったピンク色をあえて選んだ。ピンク髪はトレードマークとなっており、映画『マッチング』の役作りで金髪にした際には、複数の仕事と重なっていたため、2週間に4回程度髪色を変え、1日でピンク髪に戻すこともあった。
2歳上の兄と2歳下の弟がいる三兄弟の真ん中。弟とはよく似ていて、幼少期は「双子ですか？」と声を掛けられることが多かった。実家が裕福であることを渡辺翔太から明かされており、自身も「週7で外食だった」と認めている。
ダンスを習い始めたのは小学2年生だが、幼少期からバレエを習い、幼稚園の頃から体操クラブにも通っていた。側転とロンダートは小学校入学前に習得し、バク転は入所後に自力で習得した。2010年には「Jr.活動の中で一番頑張って克服したのはアクロバット」と話している。ジャニーズでの活動も、最初から大きな目標や夢があったわけではなかったものの、ダンスが好きだったからこそ様々な先輩のバックにつけてもらえることが楽しくて辞めずに続けられたこと、大倉忠義と渋谷すばるのライブに出たことをきっかけに関ジャニ∞の音楽に夢中になり、ジャニーズが好きになっていったことを明かしている。
身体能力が高いと評価されるが実際は運動神経が悪い。特に球技が苦手であり本人いわく「たまたまアクロバットとダンスができるだけ」。2023年5月16日に放送された『ラヴィット!』では逆上がりができないことを告白し、生放送の中、30歳で人生初の逆上がりを成功させた。
SnowManのツアーグッズを担当している。自身がオタクであるからこそファンから求められているものへの理解が高く、活躍の幅を広げている。
座右の銘は「継続は力なり」。スヌーピーの 「僕のことを好きじゃない誰かのことでくよくよする時間はない。僕は僕を大好きでいてくれる人を大好きでいるのに忙しすぎるから」という名言を大切にしている。

### 性格
明朗快活でポジティブな性格のイメージが強いが、幼少期は全く違う性格で、その日の靴下の履き心地が違うだけでも気分が沈むぐらいネガティブな子どもだった。また小中高時代についても「暗黒期だった」と話す。
小学2年生の時にダンスを始めて楽しさを知り、自分を表現する唯一の方法を見つける。ジャニーズに入所した後も、最初は人見知りで前に出られなかったが、周りに埋もれてしまう危機感を感じ、人と比べて落ち込むことを辞めてなるべく前に出ようと頑張ったり、積極的に人に話しかけるよう気持ちを切り替えた。また、Snow Manが結成されたころには滝沢秀明から、「佐久間は岩本（照）や深澤の後ろにパッと隠れたりすることが多い。俺は佐久間にはこのグループのサブリーダーくらいの位置にいてほしい」と告げられたことで、グループのためにも自分のためにも変わる決意をする。そしてバックでひたすら踊り続けるも、なかなかブレイクできずに苦しい時期が続いたグループのため、自ら一歩前に出て口火を切るようになり、いつからか切り込み隊長と呼ばれるようになった。本人は「大切な人を守るとか、メンバーのためだったら動けるんですよ。ダンスと同じ。好きなもののためなら、俺はどこまでも頑張れる。だからネガティブなままじゃダメだ。グループのためにも、自分のためにも変わろうって思ったんですよね。」と当時を振り返っている。その変化は周囲も認めており、渡辺翔太からは「ダンス以外も、ほめるとこばっかですけど、いちばんほめるべきは、グループのために性格すら変えた努力だと思う。今とは真逆、マジで陰キャで物静かだったからね。“人ってそこまで変われる？”ってレベルの変化。変わろうと思えば、人はいつだって誰だって変われるってことを体現したのが佐久間だと思う」と言われている。

### 趣味・嗜好
- 趣味はアニメ鑑賞、グッズ収集[59]。自宅の1室にLEDを仕込んだ背面ガラスのフィギュア棚を置いた"オタク部屋"を作っている[60]。
- ゲームも好きであり、自宅のウォークインクローゼットをリフォームし、PCやゲーミングチェア、様々なグッズで充実させたゲーム部屋を作り楽しんでいる。山田涼介に相談し、教えてもらったものを全部買った[61]。2022年1月1日には『Johnny's Gaming Room』のメンバーに選ばれる[62][63]。
- 大の動物好きであり、好きな動物はサメとオポッサム[64]。マイクロブタカフェやコウモリカフェにもプライベートで足を運んだことがある[65][66]。2022年には2匹の保護猫を引き取り「シャチ」「ツナ」と名付け溺愛している[67][68]。2023年6月26日に放送された『しゃべくり007』では「ネコネコ愛好会」として出演した[69]。猫を飼う前は"イマジナリーキャット"と題して想像で猫を飼っていたことを明かしている[70]。
- 『ウマ娘』ファンを公言しており、ゲームアプリ「ウマ娘 プリティーダービー」への課金について、「事務所に怒られるぐらい課金している」と話しスタジオをざわつかせたり[71][72]、『CDTVライブ!ライブ!』にてVTRで「うまぴょい伝説」が流れた際には佐久間のダンスを映すために引きのアングルに変更、長尺で映し出され話題になった[73]。2021年に放送された『それSnow Manにやらせて下さい』では推しの「メジロマックイーン」のコスプレを披露し、コスプレ写真のツイートが8万超「いいね」で大バズり。声優の寺島拓篤が「めちゃくちゃ笑った」とコメントを添えて引用リツイートするなど、「サクマックイーン」がトレンドランク入りした[74]。
- ハリー・ポッターが好きであり、特に好きなシリーズは『ハリー・ポッターと炎のゴブレット』[75]。好きなキャラクターはスリザリン[76]。2023年にはプライベートで「ワーナーブラザース スタジオツアー東京 ‐ メイキング・オブ・ハリー・ポッター」のツアーに阿部亮平、宮舘涼太、伊藤遼と参加しマルフォイの杖を購入した[77]。
- RADWIMPSのファンであり、自身でチケットを当て阿部亮平と一緒にライブを観に行ったことがある[78]。大学時代はカラオケでよく歌っていたと話し、阿部はギター、佐久間はベースでRADWIMPSの楽曲「おしゃかしゃま」の一部分を練習していた[79]。LiSAの大ファンであることも公言している[80][81]。
- 好きな食べ物は湯葉[53]、ぶどう[82]、モッツァレラチーズ[83]、カプレーゼ[84]、クレープ[85]、炭酸ジュース[84]。1つのものをずっと食べられるタイプ[86]。苦手な食べ物は抹茶などのお茶[87]、わさび[88]。

### 交友関係
- 尊敬している先輩は宮田俊哉と三宅健[53]。Kis-My-Ft2の宮田俊哉とは師弟関係であり、2022年時点で10年以上の付き合い[89]。「宮田一派」に所属し[90]、宮田俊哉の存在を「俺の教科書」と語る[14]。三宅健とは舞台『滝沢歌舞伎 2016』にて共演し、そのストイックな姿勢に惚れこんだ。エンディング曲「LOVE」を披露しているときには三宅をじっと見つめていたり、公演期間中は三宅の楽屋に入り浸っていたことから、スタッフに「三宅健の彼女」（自称）と呼ばれていた[91]。
- 滝沢秀明は背中を追い続けた存在であり、認められたいという気持ちで必死にがんばったという。滝沢と約束をした「トップ取れよ」という言葉を常に持っていると明かしている[4]。
- プライベートでは年上組の深澤辰哉、渡辺翔太と買い物をすることが多い[92]。岩本照とは「ニコイチ」と呼ばれており、2023年にはお互いの沖縄行きを知らない中、プライベート旅行中の美ら海水族館で偶然遭遇するという奇跡を起こしたことがある[93]。
- 深澤辰哉、向井康二、佐久間大介の3人トリオで「ドラマ班」と呼ばれている[94]。キャプテンは向井、リーダーは佐久間、班長は深澤であり、2021年1月21日に「もっとドラマに出たい！」と主張したショートドラマという名のコント動画を投稿したことをきっかけに、自虐的に“ドラマ班”を名乗るようになった[94][95]。しかし2023年からドラマの仕事が増えたことで、存続の危機に陥っている[95]。
- 阿部亮平とは「あべさくコンビ」と呼ばれており、「共通点ゼロの両思い」と評されている。2人でハワイ旅行や温泉に足を運んだりと仲が良く、佐久間が友人と三社祭に行く際に阿部を誘ったことをきっかけに距離が縮まったことから、その2013年5月19日を「あべさく記念日」とし、ファンの間で親しまれている[64]。
- SixTONESの京本大我とは幼馴染。母親同士が昔から仲が良く、ジャニーズ入所前から家族ぐるみでディズニーランドに行ったり、お互いの家にお泊まりしに行くなど交流があった[96]。入所翌年、KAT-TUNの東京ドーム公演にて外周で踊っていたところ、京本大我がステージ上で紹介される。終演後、偶然楽屋近くの廊下で一人歩いている京本大我に遭遇し、再会を果たした[14]。
- Hey! Say! JUMPの山田涼介とは入所は山田が先輩、年齢は佐久間が上という関係であるが、年齢も近く家にも遊びに来ていた仲だったため敬語が外れたと言い「友達感覚になった」と話している[97][98]。「山ちゃん」と呼び、頻繁に連絡を取っている[98]。薮宏太とも仲が良く、一緒にアニメの聖地巡礼に行くことがある[99]。
- 今江大地とはアニメ仲間であり、関西から東京に来た時にはご飯に誘ったり家に呼んだりと可愛がっている[60]。HiHi Jetsの猪狩蒼弥とはVtuber仲間であり、仲の良い後輩の1人として交流がある[100]。
- 日本テレビアナウンサーの伊藤遼とはプライベートでハワイ旅行に行くほど仲が良く[101]、オタク友達であると公言している[102]。多いときは週5で会っていたことを明かしており、2024年2月14日に生出演した『DayDay.』にて初共演を果たした[103]。
- 声優の下野紘とはプライベートでの親交が深く、お正月に家に遊びに行く。親戚のお兄さんのような感覚だと話している[104]。
- 大石昌良とは テレビ番組での共演を経て食事会に行ったことがきっかけで仲良くなった。 「VTuberの世界に導いてくれたのがオーイシさん」と明かしている[105]。
- 保護猫活動をするサンシャイン池崎が出演する番組を見たことがきっかけで保護猫を飼おうと決めたことから、池崎を「師匠」と呼びリスペクトしている[106][107]。

## アニメ・声優活動
「アニメオタク兼Snow Manの佐久間大介です」がキャッチフレーズであり、「アクロバットヲタ芸」を度々披露している。"アニメヲタク"としてのキャラクターを確立させ、声優としての活動も広げている。

### アニメとの出会い
幼少期から朝に放送されていたアニメ『デジモン』『ポケモン』『おジャ魔女どれみ』などが好きであった。2006年に放送されていたアニメ『桜蘭高校ホスト部』を従兄弟の母が観ていたのをきっかけに深夜アニメを観始めた。
もともと暗くて引っ込み思案、人見知りで恥ずかしがり屋、人の目を見て話すこともできない静かな子どもだったが、好きなアニメキャラクターに影響を受け、性格や発言がそのキャラクターに寄っていった。「アニメに出会っていなかったら、今の僕はいないなと思います。」と自己分析している

### 宮田俊哉との出会い
2010年、舞台『少年たち 格子無き牢獄』にMis Snow Manとして看守役で出演し初共演。人付き合いが苦手で引っ込み思案であったものの、宮田だけにはどうしても声を掛けたい気持ちが強く、出番じゃない時間を見計らって「僕もアニメ好きなんです」と話しかけた。
入所当時、アニメ好きを公言することができずにいた自身にとって、その道を開拓した宮田俊哉は恩人であり「僕の役目は宮田くんが作った畑を広げること」と語る。今の自分を形成するモノについて、“アニメ”“宮田俊哉”“表現”とし、「宮田くんの“人を傷つけない笑い”が僕は大好きで、僕もそういうあたたかい笑いを生み出せる人になるのが目標です」と語っている。

### アニメオタクとしてキャラ確立
2019年
- 4月8日に放送された『有吉ゼミ』にて『ラブライブ!』『ゆゆ式』『エロマンガ先生』などのグッズで埋め尽くされた自宅の部屋を公開し、「キスマイ宮田に次ぐ逸材」と話題になった。

2020年
- 4月3日、テレビアニメ『ブラッククローバー』の新オープニングテーマに Snow Manセカンドシングルとなる「Stories」が起用された。以前から自身の夢の一つとして、「将来の夢：アニメ主題歌担当」と言っていたこともあり、念願のアニメ主題歌デビューとなった。8月26日には同作品で声優デビューも果たした。
- 10月17日に放送された『99人の壁』にて、ジャンル「声優」で出演。4thステージまで進み声優愛とその熱意が賞賛された。

2021年
- 7月23日、好きなアニメ作品としても挙げていた『ゾンビランドサガ』の聖地巡礼ツアーを行う自身初の冠番組が放送された。
- 7月30日、映画『白蛇:縁起』（三森すずことW主演）で声優として初主演を果たす。主題歌には Snow Man『縁 -YUÁN-』が起用された。

2022年
- 2月15日に発売されたエンタメ＆ポップカルチャーマガジン『Purizm Vol.8』（一迅社）でキャラクター以外で初となる表紙＆巻頭特集を務め、緊急重版が決定した。また3月30日に発売された『anan』にて 「今、私たちが好きな推し！アニメ2022」特集でソロ表紙に起用された。
- 4月9日からアニメ・ゲーム・声優の話題を繰り広げる自身初の冠ラジオ番組『Snow Man 佐久間大介の待って、無理、しんどい、、』がスタート。 推し活にまつわる回答を募集し発表する「ヲタクの本音」のコーナーや、新クールアニメを紹介する「推し語り / 注目アニメ語り」のコーナーなど、様々なコーナーと共にオタク界隈を盛り上げており、ゲストに松岡禎丞や津田健次郎といった人気声優らを呼んでトークをしている。
- 7月5日、『カードファイト!! ヴァンガード will+Dress』にて物語の中核を担う新たなメインキャラクター、廻間ミチル役として初のレギュラー出演を果たす。6月15日には都内で行われた『ブシロードTCG戦略発表会2022夏』内の『カードファイト!! ヴァンガード will+Dress』放送直前イベントに登場。廻間ミチルのデッキも発売された。その後2023年1月14日から放送された『カードファイト!! ヴァンガード will+Dress Season2』、2025年1月11日から放送された『カードファイト!! ヴァンガード Divinez デラックス編』でも続投された。

2024年
- 9月6日、世界のどこかで推されているカルチャーを「なぜ推されている」のかを自由に検索して掘り下げるトークバラエティ番組『サクサクヒムヒム ☆推しの降る夜☆』で日村勇紀とMCを務め、2025年4月5日からレギュラー放送が開始される。

2025年
- 1月30日から上演された「怪人二十面相」をモチーフにした朗読劇「ノサカラボ Reading Echoes『Fiend/Friend in 20faces』」に出演。演出家である野坂実が佐久間と一緒にやりたいという思いから立ち上げた企画であり、山寺宏一、山口勝平、井上和彦、梶裕貴などの豪華声優陣らと共演した。
- 2月23日、『キミとアイドルプリキュア♪』で主要キャストである“レジェンドアイドル”の響カイトとして声優を務め、同作品で自身初となるキャラクターソング「キミからのEcho」を歌唱した。
- 3月19日、『アニソン大百科』でゴールデン帯初の単独MCを務める。「日本を元気にするアニメ主題歌」と題し、『スラムダンク』『鋼の錬金術師』『幽☆遊☆白書』『NARUTO -ナルト-』『呪術廻戦』『【推しの子】』『SPY×FAMILY』など新旧さまざまなアニメの主題歌をセレクトし、時代を超えて愛される国民的アニメ主題歌などをアニメ映像とともに紹介した。

### その他
- コミックマーケットには毎年足を運んでおり、朝5時から並んでいる[135]。グッズ代が生活費で一番かかっていると話し、2023年には1日で20万円以上使ったことを明かしていた[136]。「1作品に1人は嫁ができてくる。ジャニーズで唯一、一夫多妻制やってるんです」と語っている[137]。
- アイドルとして尊敬しているキャラクターは『ラブライブ!』の矢澤にこ[135]。推しポイントは「涙を見せない」ところだと解説。ステージ上で泣いてはいけないというジャニーズイズムに似ているところが好きだと語る[138]。また「アイドルは笑顔を見せる仕事じゃない。笑顔にさせる仕事なんだ」というセリフに感銘を受け、『滝沢歌舞伎 2016』の口上でもそのセリフを言ったことも明かした[137]。
- 小学生の頃に『テニスの王子様』に憧れ兄弟3人でテニスを始めるが、センスを感じられず長く続かなかった[139]。
- 『けいおん!』に影響されベースを買い、阿部亮平と一緒に「Don't say "lazy"」を練習していた[140]。好きなキャラクターはあずにゃん（中野梓）[141]。「音楽的にも作品的にもアニメというものの凄さを知らしめた存在だった」と語る[142]。
- 2022年3月8日に放送された『ラヴィット!』にて「密かに愛するもの」というテーマで、『五等分の花嫁』の四葉が描かれたTシャツを披露し話題となった。原作者の春場ねぎも自身のXにて「ありがとう佐久間君」と喜びを綴った[143]。
- 2023年10月31日に放送された『ラヴィット!』にて『東京卍リベンジャーズ』のマイキーの仮装をし、金髪へのイメチェンに反響が寄せられた[144]。またマイキー役の林勇に「セリフの圧が俺よりあるんじゃないかぐらい凄くてビビった」とXにて反応があった[145]。
- 『うるわしの宵の月』の市村琥珀に憧れ、2023年31歳で初ピアスを開ける[146]。「琥珀先輩と同じ両耳にフープピアスを開けました」と話し[146]、右耳は渡辺翔太、左耳は深澤辰哉に開けてもらった[147]。

## 出演

### テレビドラマ
- Piece（2012年10月6日 - 12月29日、日本テレビ） - 丸尾行児 役[148]

### テレビ番組
- Snow Man 佐久間式 ゾンビランドサガ聖地巡礼ツアー（2021年7月23日、TVQ九州放送）[25]
  - Snow Man佐久間式 ゾンビランドサガ聖地巡礼ツアー第二弾（2021年12月29日、TVQ九州放送）[149]
- ラヴィット!（2021年10月5日 - 、TBSテレビ） - 宮舘涼太と交代で隔週で火曜レギュラー[150][注釈 2]
  - ためスノ（2021年11月2日 - 、TBSテレビ) - 番組内の冠コーナー[152]
  - ゴールデンラヴィット!（2022年12月28日・2023年12月26日・2024年12月27日[注釈 3]、TBSテレビ) [154][155]
  - 夜明けのラヴィット!（2023年4月15日 - 、TBSテレビ) - 宮舘涼太と隔週でレギュラー [156][157]
  - 日本でいちばん明るい賞レース 耳心地いい-1グランプリ（2023年8月23日、TBSテレビ） - 審査員[158]
- NHKみんなの手話（2023年4月7日 - 2024年3月、NHK Eテレ） - ナビゲーター[159][160][161]
- ヒロミのおせっ買い!（2023年12月17日[162] / 2024年5月11日[163] / 2025年3月1日[164]・8月2日[165]、日本テレビ） - ヒロミ、長谷川忍とMC
- わんにゃん観察バラエティ アニマリング（2024年4月18日 - 、TBSテレビ) - ｢Snow Man佐久間のニャンでそうなるの？｣[166][167][168]→「Snow Man佐久間大介の猫マスターへの道！」に出演[169]
- 超こどもの日 2100年まで生きる君へ（2024年5月4日、TBSテレビ） - ｢リメイクファッションショー｣企画で深澤辰哉とMC[170][171]
- サクサクヒムヒム ☆推しの降る夜☆（2024年9月6日・13日 / 2025年1月18日・25日 / 2025年4月5日 - 、日本テレビ） - 日村勇紀とMC[128][172][129]
- アニソン大百科（2025年3月19日、TBSテレビ） - 単独MC[133]

### 映画
- HOT SNOW（2011年7月9日公開、メディアプルポ） - 主演・土井宗司 役（Mis Snow Manとして主演）[173]
- 劇場版 私立バカレア高校（2012年10月13日公開、ショウゲート） - 三国颯太 役[174]
- 劇場版 仮面ティーチャー（2014年2月22日公開、ショウゲート） - 副生徒会長 役[175]
- ラスト・ホールド!（2018年5月12日公開、松竹） - 桑本由人 役[176][177]
- 映画 少年たち（2019年3月29日公開、松竹） - マル 役[178]
- おそ松さん（2022年3月25日公開、東宝） - 主演・十四松 役（Snow Manとして主演）[179]
- マッチング（2024年2月23日公開、KADOKAWA） - 永山吐夢 役[31][32]
- 恋を知らない僕たちは（2024年8月23日公開、松竹） - 屋台のお兄さん 役（原作者である水野美波の友情出演）[180][181]
- ナイトフラワー（2025年11月28日公開〈予定〉、松竹） - 池田海 役[182]
- スペシャルズ（2026年公開〈予定〉、エイベックス・フィルムレーベルズ） - 主演・ダイヤ 役[183]

### 舞台
- DREAM BOY
  - KAT-TUN vs 関ジャニ∞ Musical Dream Boys（2006年1月3日 - 29日、帝国劇場）[184]
  - DREAM BOYS（2008年3月4日 - 30日、帝国劇場)[185]
- 滝沢演舞城 2007（2007年7月3日 - 29日、新橋演舞場）[186]
- 少年隊 PLAYZONE FINAL 1986-2008 SHOW TIME Hit Series Change（2008年7月6日 - 8月8日、青山劇場）[185]
- SUMMARY 2008（2008年8月2日 - 9月5日、お台場 青海J地区特設会場 Johnnys Theater）[185]
- キャッシュ・オン・デリバリー（2018年10月24日 - 28日、松下IMPホール / 11月2日 - 5日、シアタートラム） - 主演・ノーマン 役（深澤辰哉とW主演）[187]
- 朗読劇 READING WORLD ユネスコ世界記憶遺産
  - 舞鶴への生還『約束の果て』（2024年8月10日・11日、舞鶴市総合文化会館） - 秀雄 役[188][189]
  - 舞鶴への生還『約束の鎮魂歌』（2025年8月2日 - 4日、舞鶴市総合文化会館） - 西倉勝一 役[190][191]
- ノサカラボ Reading Echoes『Fiend/Friend in 20faces』(2025年1月30日 - 2月2日、THEATER MILANO-Za / 2月6日 - 9日、COOL JAPAN PARK OSAKA WWホール） - 燕谷麟太郎 役[130][192]
- マスクプレイミュージカル『キミとアイドルプリキュア♪ ドリームステージ♪』（2025年7月19日 - 2026年3月1日〈予定〉、全国公演） - 響カイト 役（声の出演）[193]

### ラジオ番組
- Snow Man 佐久間大介の待って、無理、しんどい、、（2022年4月9日 - 、文化放送）[27]

### ネット配信
- Johnny's Gaming Room（2022年1月1日 - 、YouTube） - スターティングメンバー[63]

### テレビアニメ
- ブラッククローバー 第140話（2020年8月25日、テレビ東京系列） - マクサ・ノース 役[194]
- カードファイト!! ヴァンガード will+Dress（2022年7月5日 - 9月27日、テレビ東京系列） - 廻間ミチル 役[195]
  - カードファイト!! ヴァンガード will+Dress Season2（2023年1月14日 - 4月1日、テレビ愛知・テレビ東京系列） - 廻間ミチル 役[126]
  - カードファイト!! ヴァンガード Divinez デラックス編（2025年1月11日 - 、テレビ愛知・テレビ東京系列） - 廻間ミチル 役[127]
- キミとアイドルプリキュア♪（2025年2月23日 - 、朝日放送テレビ・テレビ朝日系列） - 響カイト 役[131]

### 劇場アニメ
- 映画 キミとアイドルプリキュア♪ お待たせ!キミに届けるキラッキライブ!（2025年9月12日公開〈予定〉、東映） - 響カイト 役[196]

### 吹き替え
- 白蛇: 縁起（2021年7月30日公開、ブシロードムーブ・チームジョイ・面白映画） - 主演・宣 役（三森すずことW主演）[197]

### ドラマCD・ゲーム
- 境界のメロディ ドラマCD付特装版（2024年5月24日発売） - 天野カイ 役[198]
  - 境界のメロディ 2 ドラマCD付特装版（2025年11月25日発売〈予定〉） - 天野カイ 役[199]
- 寺島拓篤 Concept EP『ELEMENTS』サマエルとの邂逅（2024年9月4日発売） - サマエル 役[200]
- Nintendo Switch カードファイト!! ヴァンガード ディアデイズ2（2025年1月30日発売） - 廻間ミチル 役[201][202]

### コンサート
- you達の音楽大運動会（2006年9月30日 - 10月1日、国立代々木第一体育館）[184]
- 2007年謹賀新年あけましておめでとう ジャニーズJr.大集合 日本武道館 5日間公演（2007年1月2日 - 7日、日本武道館）[186]
- ジャニーズJr. の大冒険!'07＠メリディアン（2007年8月15日 - 24日、お台場・ホテルグランパシフィックメリディアン「パレロワイヤル」）[186]
- JOHNNYS' Jr. Hey Say 07 in YOKOHAMA ARENA（2007年9月23日・24日、横浜アリーナ）[186]

### イベント
- LOVE IT!ROCK 2024（2024年8月24日、国立代々木競技場 第一体育館）[203]
  - LOVE IT!ROCK 2025 （2025年8月23日〈予定〉、国立代々木競技場 第一体育館） - VTR出演[204]

### CM・広告
- アパマンショップ 「叶えたい希望篇」（2022年1月21日 - ）[205] - 岩本照、ラウールと共演
- アイ・オー・データ機器「『CDレコ』シリーズ」イメージキャラクター（2022年7月1日 - ）[206]
- VIC GAME STUDIOS JAPAN「ブラッククローバーモバイル 魔法帝への道 The Opening of Fate」（2023年5月25日 - ）[207]
- 健栄製薬「ベビーワセリンリップ」イメージキャラクター（2024年11月2日 - ） - 猪狩蒼弥と共演[208]
- LINEヤフー「LINE:ディズニー ツムツム 11周年サプライズANNIVERSARYキャンペーン」（2024年12月26日 - 2025年1月31日[209]） - 目黒蓮と共演[210]
- &be HAIR「&be カラーシャンプー C.Pink」「&be カラートリートメント C.Pink」ブランドアンバサダー（2025年2月3日 - ）[211]
- スポット「スポットバイトル」CMキャラクター（2025年3月15日 - ） - 深澤辰哉、向井康二と共演[212]
- BANDAI SPIRITS「一番くじ」イメージキャラクター（2025年3月30日 - ）[213]
- キャットフードブランド ペットライン「懐石」アンバサダー（2025年4月11日 - ） - Web CM[214]

### PV
- 修二と彰 ｢青春アミーゴ｣（2005年）[14][215]
- 境界のメロディ（2024年5月24日、YouTube『KADOKAWAオフィシャルチャンネル』） - 声の出演[198][動画 1]

## 作品

### ソロ曲
| 曲名               | リンク     | 作詞     | 作曲     | 振付            | JASRAC 作品コード | 名義     | 収録                                         |
| ------------------ | ---------- | -------- | -------- | --------------- | ----------------- | -------- | -------------------------------------------- |
| 守りたい、その笑顔 | [ 動画 2 ] | 大石昌良 | 大石昌良 | REAL AKIBA BOYZ | 315-2645-4        | Snow Man | アルバム『THE BEST 2020-2025』〈通常盤〉収録 |

### ユニット曲
| 曲名             | リンク     | 作詞             | 作曲                                     | 振付         | JASRAC 作品コード | メンバー                     | 収録                                     |
| ---------------- | ---------- | ---------------- | ---------------------------------------- | ------------ | ----------------- | ---------------------------- | ---------------------------------------- |
| ADDICTED TO LOVE | [ 動画 3 ] | HIROMI           | Baby Scent NORDENBACK HENRIK CARL youthK | 岩本照       | 1P9-3870-8        | 岩本照&ラウール&佐久間大介   | アルバム『Snow Mania S1』〈初回盤B〉収録 |
| Color me live... | [ 動画 4 ] | Funk Uchino      | Geek Boy Al Swettenham HIKARI            | PURI         | 1R1-5577-8        | 阿部亮平&宮舘涼太&佐久間大介 | アルバム『Snow Labo. S2』〈初回盤B〉収録 |
| Bass Bon         | [ 動画 5 ] | 中野領太         | 中野領太                                 | 東京ゲゲゲイ | 284-0095-0        | ラウール&佐久間大介          | アルバム『i DO ME』〈通常盤〉収録        |
| Hot Flow         |            | ケンモチヒデフミ | ケンモチヒデフミ                         |              | 309-0206-1        | 佐久間大介&目黒蓮            | アルバム『RAYS』〈初回盤B〉収録          |

### キャラクターソング
| 曲名           | リンク     | 作詞         | 作曲       | JASRAC 作品コード | 名義                       | 収録                                                       | 備考                                            |
| -------------- | ---------- | ------------ | ---------- | ----------------- | -------------------------- | ---------------------------------------------------------- | ----------------------------------------------- |
| キミからのEcho | [ 動画 6 ] | こだまさおり | 馬瀬みさき | 318-6488-1        | 響カイト（CV：佐久間大介） | アルバム『キミとアイドルプリキュア♪ ボーカルアルバム』収録 | テレビアニメ『キミとアイドルプリキュア♪』挿入歌 |